# Sikaku
A sikaku (四角に切れ; Hepburn: shikaku ni kire) egy japán logikai játék, amelyet a Nikoli jelentetett meg. 2011-ig két könyv jelent meg, amelyek sikakurejtvényeket tartalmaznak. A sikaku ni kire kifejezés jelentése: „négyszögekre vágás”.

## Szabályok

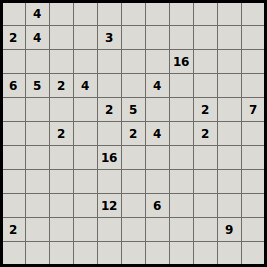
Példa a kiinduló helyzetre

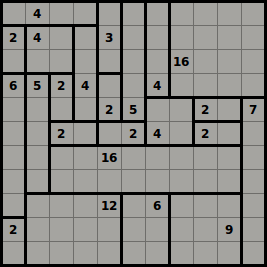
Egy megoldása

A sikakut rácsozott négyzetes táblán játsszák. A táblán néhány mezőn számok szerepelnek. Ezt a táblát függőleges és vízszintes szakaszokkal téglalapokra kell felosztani úgy, hogy minden téglalapba egyetlen szám kerüljön, és az a szám megegyezzen a téglalap rácsnégyzetekben mért területével. Egy 4-es számjegy így például bekerülhet 1×4-es, 2×2-es vagy 4×1-es téglalapba is.